# Harpactea herodis
Harpactea herodis là một loài nhện trong họ Dysderidae.
Loài này thuộc chi Harpactea. Harpactea herodis được miêu tả năm 1978 bởi Brignoli.